# Caso Akron v. Akron Center for Reproductive Health
Cidade de Akron v. Akron Center for Reproductive Health (1983), foi um caso no qual a Suprema Corte dos Estados Unidos afirmou sua jurisprudência sobre direitos ao aborto. Em uma opinião do juiz Powell, a corte derrubou várias disposições de uma lei de aborto em Ohio, incluindo partes consideradas inconstitucionalmente vagas.